# ساوثرن كروس
ساوثرن كروس هي بلدة، في أستراليا، تقع في أستراليا الغربية، بلغ عدد سكانها 680  نسمة وذلك حسب إحصائيات سنة 2016، رمزها البريدي هو 6426.

## أعلام
- هيثكوت همر
- جاك إيفانز